# Noriko Yamashita
Noriko Yamashita (jap. 山下 規子 Yamashita Noriko; ur. 6 marca 1945 w prefekturze Yamaguchi) – japońska siatkarka. Srebrna medalistka igrzysk olimpijskich w Monachium i mistrzostw świata w piłce siatkowej kobiet w 1970.